# LMT Tools
LMT Tools, ist eine deutsche Unternehmensgruppe, bestehend aus den produzierenden Unternehmen LMT Belin, LMT Fette, LMT Kieninger und LMT Onsrud. Zugleich ist LMT Tools Teil der LMT Group, einer familiengeführten Holding.
Forschung und Entwicklung werden zentral von Schwarzenbek bei Hamburg aus koordiniert. Die Aus- und Weiterbildung durch die LMT Group Academy wird ebenfalls von Schwarzenbek aus organisiert und an mehreren Standorten umgesetzt. Den weltweiten Vertrieb und das Produktmanagement steuerte bisher die gemeinsame Vertriebsgesellschaft LMT Tool Systems GmbH von Oberkochen aus, wo auch die Holding am Familiensitz der Gesellschafterfamilie ihren Sitz hatte. Der Standort Oberkochen wurde 2019 geschlossen und die Zahl der Niederlassungen in Deutschland auf die beiden Standorte Schwarzenbek bei Hamburg und Lahr im Schwarzwald reduziert.

## Geschichte
Wilhelm Fette gründete im Jahre 1908 eine Werkstatt in Hamburg-Altona und 1916 wurden die ersten Wälzfräser hergestellt. 1993 wurde die Leitz Metalworking Technology (LMT) Group gegründet und LMT Fette sowie LMT Kieninger werden Mitglied. Kurz darauf werden auch LMT Onsrud und LMT Belin Mitglied der LMT Group. 2010 kam es zur Gründung der operativen Division Fette Compacting und LMT Tools.
Die Automobilindustrie ist der Schlüsselsektor für LMT Tools. Die Kernaufgabe besteht darin, die Lieferung aller Werkzeuge an einen Betrieb zu gewährleisten. Seit 2002 ist LMT für das Tool-Management für einen deutschen Automobilhersteller in Shanghai verantwortlich.
2010 präsentierte das Unternehmen die weltweit erste Nanostrukturierte-Multilayer-Beschichtung für Wälzfräser. Die 2011 präsentierten Speedcore-Wälzfräser waren eine gemeinsame Entwicklung von LMT Fette und den Schneidstoff Experten des LMT Alliance Partners Boehlerit.

## Produzierende Unternehmen

### Organisation

#### LMT Belin
LMT Belin, mit Sitz in Lavancia in Frankreich, ist ein Zulieferer der Automobil-, Luft- und Raumfahrtindustrie. Seit 2001 gehört das Unternehmen zu
LMT Tools. Gemeinsam mit LMT Onsrud bildet LMT Belin das Competence Center für die Composites-Bearbeitung innerhalb der LMT.
- Entwicklung und Produktion von Werkzeugen für Hochleistungskunststoffe
- Entwicklung und Produktion von Werkzeugen für Composite-Materialien
- Herstellung von Werkzeugen für Leichtmetalle, Reibwerkzeugen und Sonderwerkzeugen

#### LMT Fette
LMT Fette, mit Sitz in Schwarzenbek in Deutschland, ist tätig bei der Herstellung von Wälzfräsern für Zahnräder und von Rollköpfen für die Gewindeproduktion. Gemeinsam mit LMT Kieninger bildet LMT Fette das Competence Center für die Fräsbearbeitung innerhalb der LMT Group.
- Weiterentwicklung der Zahnradfertigung
- 2010: Präsentation der weltweit ersten nanostrukturierten Multilagenschicht für Wälzfräser
- hitzebeständige Beschichtungen, die beim Schneiden vor hohen Temperaturen schützen
- Jüngste Wälzfräserentwicklung: „SpeedCore“ mit intermetallischem Fräser-Kern für höhere Schnittgeschwindigkeit

#### LMT Kieninger
LMT Kieninger, mit Sitz in Lahr in Deutschland, ist innerhalb von LMT Tools ein Unternehmen für Zerspanungsaufgaben. Entwickelt und hergestellt werden Sonderwerkzeugsysteme und Werkzeuge für den Gesenk- und Formenbau. In diesen Bereichen bildet das Unternehmen das Competence Center der Gruppe.
- Lösungen für Leichtbau, komplexe Geometrien, hohe Oberflächengüten und anspruchsvolle Materialien
- Sonderwerkzeuge. Beispiel: Reihenbohrstangen mit integrierten Schieberwerkzeugen für die Bearbeitung großer Dieselmotoren
- Monoblockwerkzeuge (Anpassung der Form des Trägers und der Schneidstoffe an Maschine und Werkstück)
- Kombination von Fräshaltern und Schneidstoffen ebenfalls im Gesenk- und Formenbau

#### LMT Onsrud
LMT Onsrud, mit Sitz in Waukegan in den USA, ist spezialisiert auf Hartmetallfräser, insbesondere für die Hochgeschwindigkeitsbearbeitung von Aluminium, Kunststoffen und Verbundwerkstoffen. Das Unternehmen bildet gemeinsam mit LMT Belin das Competence Center für die Composites-Bearbeitung innerhalb der LMT Group.
- Entwicklung und Produktion von Werkzeugen für die Bearbeitung von Verbundwerkstoffen
- Werkzeuge für die maschinelle Bearbeitung von Faserverbundwerkstoffen und Honeycomb-Materialien
- Innovationen bei Werkzeugen für das Hochgeschwindigkeitsfräsen
- Hochwertige Werkzeuge für außergewöhnliche Materialien (im Flugzeugbau oder der Medizintechnik)

## Standorte/Niederlassungen

### LMT Tools Niederlassungen und Servicestandorte
- LMT – Germany[6]
- LMT – UK
- LMT – France
- LMT – Spain
- LMT – Russia
- LMT – Czech Republik
- LMT – Romania
- LMT – India
- LMT – China
- LMT – Korea
- LMT – USA
- LMT – Mexico

### LMT Tools Produktionsstandorte
- LMT Fette Werkzeugtechnik – Germany[7]
- LMT Kieninger – Germany
- LMT – India
- LMT – China
- LMT Onsrud – USA

## Dienstleistungen
- Tool Management
- Werkzeugausgabe
- Wiederaufbereitung